# William J. Coyne
William Joseph Coyne (Pittsburgh, 24 agosto 1936 – Pittsburgh, 3 novembre 2013) è stato un politico statunitense, membro della Camera dei Rappresentanti per lo stato della Pennsylvania dal 1981 al 2003.

## Biografia
Nato a Pittsburgh, dopo il college Coyne lavorò come contabile.
Entrato in politica con il Partito Democratico, nel 1970 fu eletto all'interno della Camera dei rappresentanti della Pennsylvania, la camera bassa della legislatura statale, dove rimase per due anni. Nel 1974 venne eletto all'interno del consiglio comunale di Pittsburgh, dove restò per sei anni.
Nel 1980 si candidò alla Camera dei Rappresentanti e venne eletto. Coyne fu riconfermato negli anni successivi per altri dieci mandati, fin quando una ridefinizione dei distretti elettorali nel 2002 lo pose nella stessa circoscrizione del compagno di partito Michael Doyle; piuttosto che sfidare il collega nelle primarie, Coyne preferì ritirarsi e lasciò così il Congresso dopo ventidue anni di permanenza.
William Coyne morì nel 2013 all'età di settantasette anni.